# Silberegg
Silberegg ist eine Ortschaft in der Gemeinde Kappel am Krappfeld im Bezirk St. Veit an der Glan in Kärnten. Die Ortschaft hat 370 Einwohner (Stand 1. Jänner 2025).

## Lage
Die Ortschaft liegt im Norden der Gemeinde Kappel am Krappfeld, in der Katastralgemeinde Silberegg, am Silberbach, etwa 1 ½ km nordnordöstlich des Gemeindehauptorts Kappel am Krappfeld und etwa 2 ½ km südöstlich des Markts Althofen.
Zur Ortschaft zählen neben dem Dorf auch einige Höfe in Streulage östlich des Dorfs; dort werden folgende Vulgonamen geführt: Thorschneider (Silbereggerberg Nr. 1), Lackner (Silbereggerberg Nr. 2), Moser (auch Mosser; Silbereggerberg Nr. 3), Rachler (Silbereggerberg Nr. 10), Windischbauer (auch Osselitzer, was slowenisch für Schattseiter steht; Silbereggerberg Nr. 11); Kogl (Kogelbauerweg Nr. 1) und der nur über den südlichen Nachbarort Gölsach erreichbare Fürpass (Fürpassweg Nr. 1). Nördlich des Dorfs liegen der Fuchsenhof (Höhenweg Nr. 1) und Schachlinger (Höhenweg Nr. 2) und einen Kilometer nördlich, an der Gemeindegrenze zu Althofen, der Gleinerhof (Gleinerweg Nr. 1).

## Geschichte

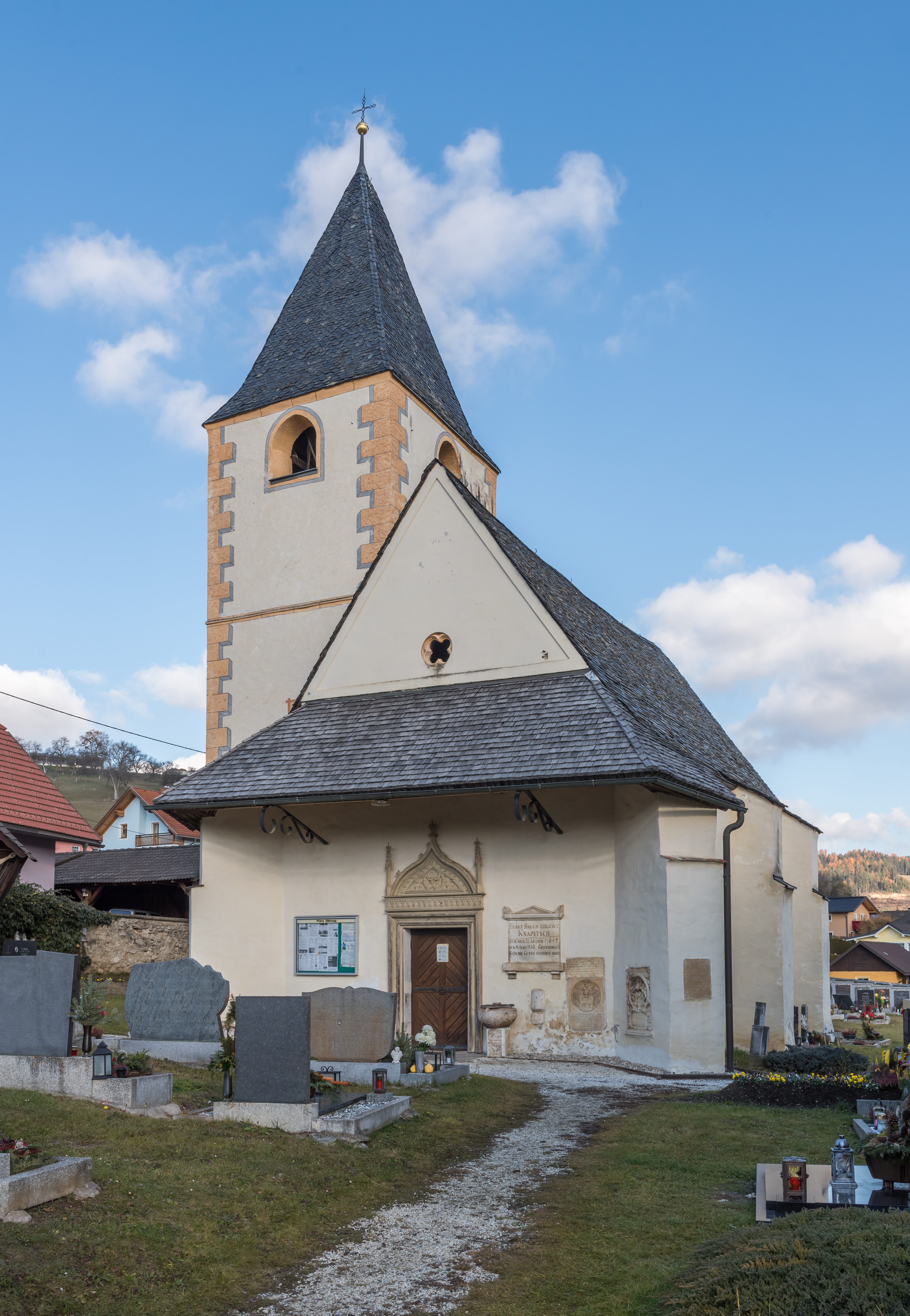
Pfarrkirche Silberegg

Archäologische Funde belegen eine römerzeitliche Besiedlung. Urkundlich nachweisbar ist der Ort 1202 als Zungoisdorph im Zusammenhang mit der Übertragung der Rechte an der damals bereits bestehenden Pfarrkirche St. Georg von den Herren von Trixen an das Stift Viktring. 1285 taucht der heutige Ortsname in Form Silberekke auf; es ist unsicher, ob der Name auf damaligen Silberbergbau oder auf das Geschlecht der Silberberger hinweist, die hier einen Sitz errichtet hatten. Um 1570 wirkte ein lutherischer Pastor im Ort.

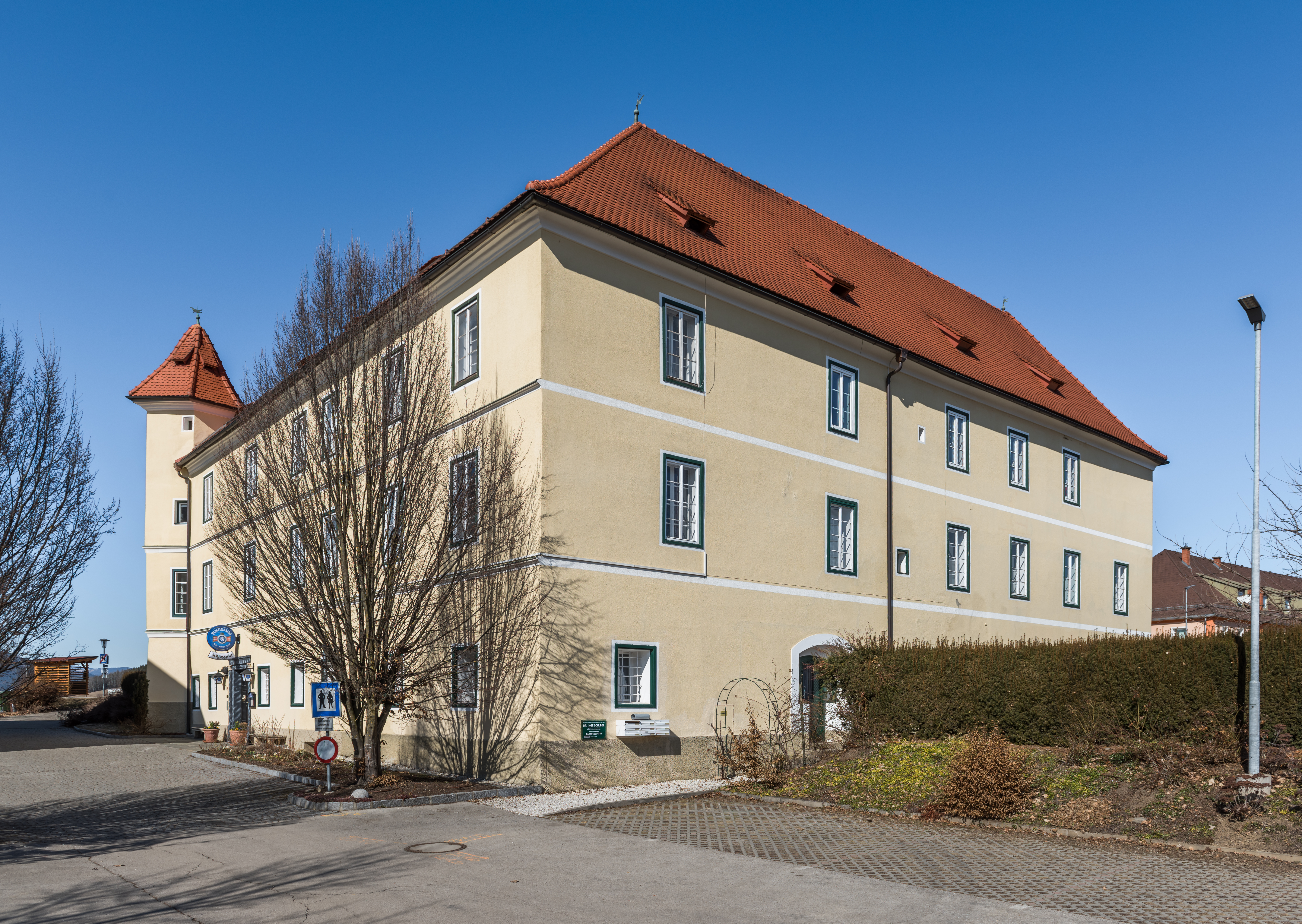
Schloss Silberegg

Schloss Silberegg im Süden der Ortschaft wurde in der ersten Hälfte des 16. Jahrhunderts von den Herren von Silberberg errichtet und später mehrmals umgebaut. Der genaue Standort eines Vorgängerbaus, der bereits ab dem 12. Jahrhundert bestehenden Burg Silberegg, die 1307 von König Albrecht zerstört und danach von den Silberbergern wiederaufgebaut worden war, lässt sich nicht mehr ermitteln.

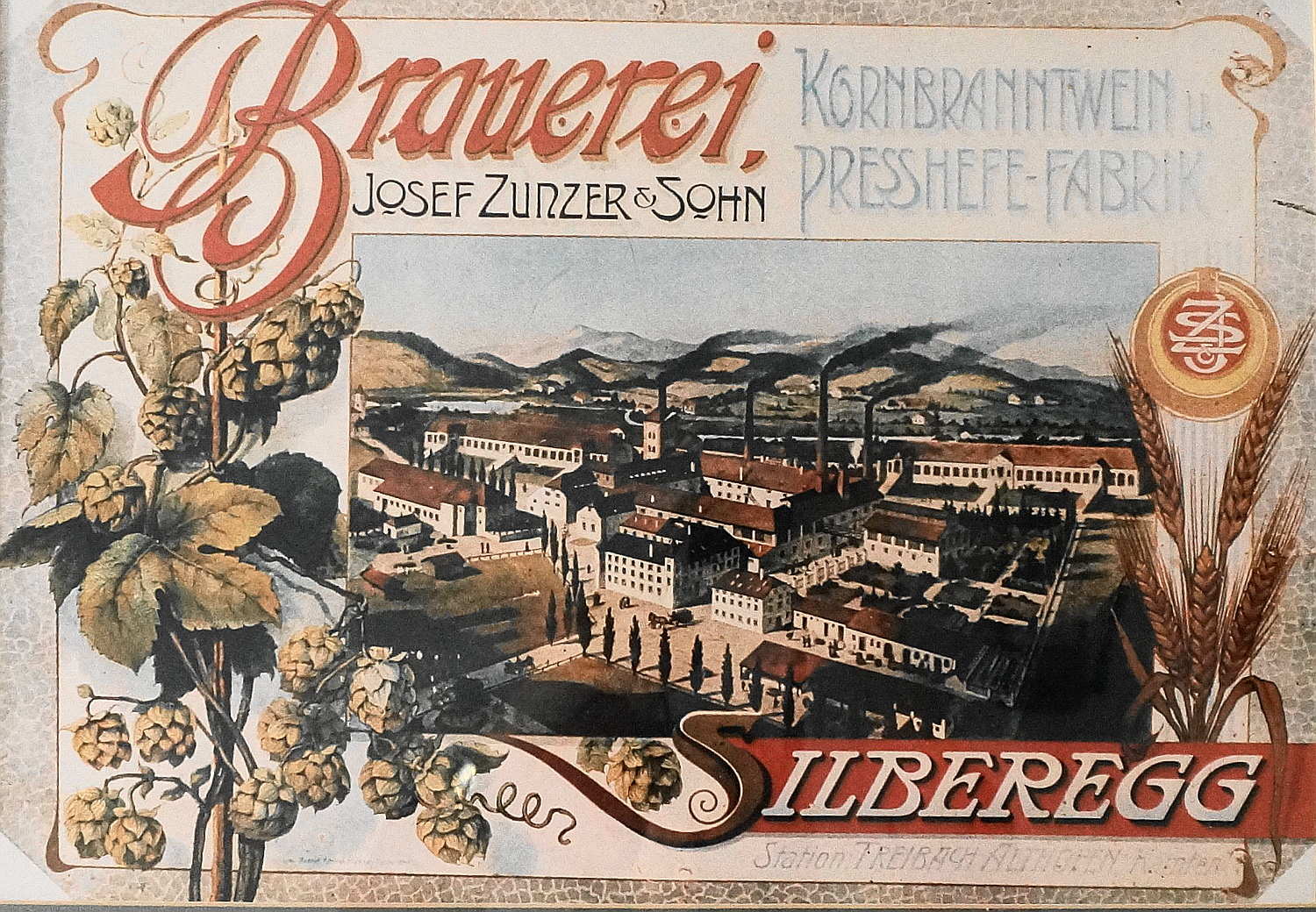
Brauerei Silberegg

Friedrich Edler von Knappitsch besaß Mitte des 19. Jahrhunderts neben Schloss Silberegg auch das heute nicht mehr bestehende landtäfliche Gut Wällischhof zwischen Silberegg und Kappel am Krappfeld, die Güter Krasta und Sonnberg sowie Mayerhofen; insgesamt eine bewirtschaftete Flächen von fast 800 Hektar. Zur Meierei in Silberegg gehörten eine Bierbrauerei, eine Branntweinbrennerei, eine Essig-Siederei, eine Mühle, eine Brettersäge, eine Binderei, eine Schmiede, eine Dreschmaschine und Stallungen, unter anderem für über 120 Mastochsen. Der Besitz wurde damals mitunter als „das erste und großartigste Etablissement nicht nur von Kärnten, sondern auch von der Monarchie“ bezeichnet.
Da sich die Struktur des Dorfs aufgrund dieses großen Wirtschaftsbetriebs deutlich von den umliegenden bäuerlich geprägten Siedlungen unterschied, wurde Silberegg bei Gründung der Ortsgemeinden Mitte des 19. Jahrhunderts Silberegg zunächst Hauptort der gleichnamigen Gemeinde Silberegg. 1870 wurde die Gemeinde Silberegg aufgelöst; die Ortschaft Silberegg kam damit an die heutige Gemeinde Kappel am Krappfeld, die damals noch den Namen Krasta führte.
Im Frühjahr 1945 wurden von den NS-Behörden etwa 10 000 Bücher, die der jüdischen Bevölkerung von Triest geraubt worden waren, in der ehemaligen Brauerei Silberegg eingelagert. In den letzten Kriegstagen im Mai 1945 wurden diese Bände von durchziehenden deutschen Truppen verbrannt.

## Bevölkerungsentwicklung
Für die Ortschaft ermittelte man folgende Einwohnerzahlen:
- 1869: 39 Häuser, 354 Einwohner[8]
- 1880: 46 Häuser, 305 Einwohner[9]
- 1890: 35 Häuser, 336 Einwohner[10]
- 1900: 37 Häuser, 430 Einwohner[11]
- 1910: 38 Häuser, 321 Einwohner[12]
- 1923: 39 Häuser, 408 Einwohner[13]
- 1934: 349 Einwohner[14]
- 1961: 48 Häuser, 317 Einwohner[15]
- 2001: 104 Gebäude (davon 100 mit Hauptwohnsitz) mit 180 Wohnungen; 474 Einwohner und 8 Nebenwohnsitzfälle; 173 Haushalte; 14 Arbeitsstätten, 18 land- und forstwirtschaftliche Betriebe[16]
- 2011: 109 Gebäude, 358 Einwohner, 156 Haushalte, 14 Arbeitsstätten[17]
- 2021: 113 Gebäude, 375 Einwohner, 163 Haushalte, 22 Arbeitsstätten[18]